# Oxyuranus microlepidotus
Il taipan dell'entroterra (Oxyuranus microlepidotus), è una specie originaria dell'Australia ed è considerato il serpente più velenoso del mondo con un LD50 di 0,025 mg/kg. È una specie di taipan appartenente alla famiglia Elapidae. Anche se altamente velenoso, è molto timido e solitario, preferendo sempre fuggire dal pericolo.

## Aspetto
Il taipan dell'interno è di color marrone scuro, che varia da una ricca tonalità scura ad una lucente verde-bruna, a seconda della stagione. Il dorso, i bordi e la coda possono essere di diverse tonalità di marrone e di grigio, con molte squame che hanno un bordo largo nerastro. Queste squame scure sono disposte in file diagonali in modo che i segni si allineano per formare strisce spezzate di lunghezza variabile che sono inclinate all'indietro e verso il basso. Le squame laterali più profonde spesso hanno un bordo giallo. Le squame dorsali sono lisce e senza chiglie. La testa rotonda e il collo di solito sono notevolmente più scuri rispetto al corpo (nero lucido in inverno, marrone scuro in estate), il colore più scuro consente al serpente di riscaldarsi esponendo una porzione più piccola del corpo dall'ingresso della tana. L'occhio è di medie dimensioni con un'iride bruno nerastro e privo di un colore evidente attorno alla pupilla.
Dispone di 23 righe di squame dorsali nel corpo centrale, tra le 55 e le 70 squame subcaudali, e una squama anale.
I taipan dell'interno ha una lunghezza media di circa 1.8 m, anche se gli esemplari più grandi possono raggiungere lunghezze totali di 2.5 m.

### Adattamento stagionale
I taipan si adattano al loro ambiente cambiando il colore della pelle durante il variare delle stagioni. Essi tendono a diventare più chiari durante l'estate e più scuri durante l'inverno. Questo cambiamento di colore stagionale ha lo scopo di termoregolazione, permettendo al serpente di assorbire più luce nei mesi più freddi.

## Distribuzione
Il taipan dell'interno è originario delle regioni aride dell'Australia centro-orientale. Il suo areale si estende dalla parte sud-orientale del Territorio del Nord fino al Queensland occidentale. Il serpente può anche essere trovato a nord del lago Eyre e ad ovest dei fiumi Murray, Darling e Murrumbidgee.

## Dieta e comportamento
Si ciba per lo più di roditori, e altri piccoli mammiferi e uccelli. A differenza di altri serpenti velenosi che colpiscono con un solo preciso morso per poi ritirarsi ad aspettare che la preda muoia, il taipan dell'interno è conosciuto per sferrare fino a sette morsi velenosi in un singolo attacco .

## Riproduzione
Depone tra l'una e le due dozzine di uova. Le uova si schiudono dopo due mesi. Le uova vengono di solito deposte in tane abbandonate di altri animali e in anfratti profondi. Il tasso di riproduzione dipende in parte dalla loro dieta. Se non c'è abbastanza cibo il serpente si riproduce di meno.

## Veleno
Spesso si ritiene che il taipan dell'entroterra sia il serpente di terra più velenoso. Con un LD50 di 0,025 mg/kg, è approssimativamente 7 volte più velenoso di un serpente a sonagli del Mojave e 50 volte più velenoso di un cobra comune. I calcoli di dose letale sono fatti sui topi, la tendenza è, però, forse enfatizzata in questa specie di serpente, poiché abituato ad alimentarsi quasi esclusivamente di roditori. È probabile che valori di LD50 calcolati non siano applicabili a specie non-mammifere, e può essere anche impreciso per altri mammiferi che non siano topi, o altri roditori. È probabile che il veleno di un singolo morso del taipan dell'entroterra sia potente abbastanza per uccidere circa 250.000 topi, l'equivalente di 100 uomini o 2 elefanti maschi. Questa specie generalmente vive in aree non densamente abitate. Come molti serpenti, i taipan dell'entroterra sono generalmente timidi e di solito non mordono a meno che si sentano minacciati o siano nel periodo riproduttivo, quando possono diventare molto aggressivi. Nessuna fatalità è stata attribuita a questa specie, e tutti i morsi noti sono stati relativi a persone che li tenevano in cattività o che li cercavano attivamente all'aperto.

## Galleria d'immagini

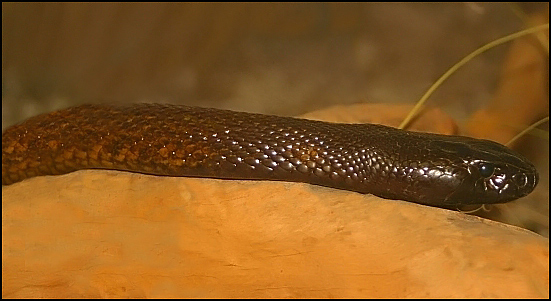
di colore marrone (inverno)
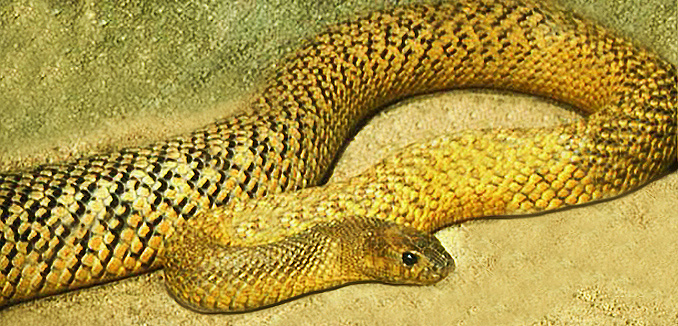
olivastro (estate)